# Alfred Morrison
Alfred Morrison (Londra, 1821 – Fonthill Gifford, 1897) è stato un collezionista d'arte britannico.
Raccolse moltissimi autografi di Leonardo da Vinci, Pierre Corneille, Horatio Nelson, ecc. Pubblicò cataloghi delle raccolte nel 1883 e 1892.
La sua collezioni si è dispersa nel 1919.